# Maialen Chourraut
Maialen Chourraut Yurramendi (* 8. März 1983 in Lasarte-Oria) ist eine spanische Kanutin baskischer Abstammung. Sie wurde 2016 Olympiasiegerin im Kanuslalom, nachdem sie vier Jahre zuvor bereits Olympiadritte geworden war. 2021 wurde sie Olympiazweite.

## Sportliche Karriere
Maialen Chourraut begann im Alter von 12 Jahren in San Sebastian mit dem Kanusport. Seit 2002 war sie bei internationalen Meisterschaften dabei, wobei sie 2004 und 2005 wegen Verletzungen pausieren musste. Bei den Europameisterschaften 2008 erreichte sie erstmals das Finale in der Einzelwertung und belegte den fünften Platz. Im gleichen Jahr nahm sie auch an den Olympischen Spielen in Peking teil, schied aber in der Qualifikation als 16. aus. 2009 belegte sie den sechsten Platz bei den Europameisterschaften in Nottingham. Die Weltmeisterschaften 2009 wurden auf Chourrauts Hausstrecke in La Seu d’Urgell ausgetragen, Chourraut gewann die Silbermedaille hinter der Deutschen Jasmin Schornberg. 2010 erreichte Chourraut den siebten Platz bei den Europameisterschaften, bei den Weltmeisterschaften blieb sie als 16. abgeschlagen. Die Europameisterschaften 2011 fanden in La Seu d’Urgell statt, Chourraut belegte den fünften Platz. Bei den Weltmeisterschaften 2011 in Bratislava siegte Corinna Kuhnle aus Österreich vor der Lokalmatadorin Jana Dukátová, dahinter erreichte Chourraut den dritten Platz. 2012 bei den Olympischen Spielen in London siegte die Französin Émilie Fer vor der Australierin Jessica Fox, dahinter gewann Maialen Chourraut die Bronzemedaille. Es war die erste olympische Medaille im Wildwasser für Spanien überhaupt.
Maialen Chourraut ist mit ihrem Trainer Xabier Etxaniz verheiratet, 2013 wurde ihre Tochter geboren. 2014 kehrte sie aufs Wasser zurück. Bei den Europameisterschaften in Wien belegte sie den 18. Platz in der Einzelwertung, gewann aber Silber mit der Mannschaft. Im Jahr darauf gewann sie in Markkleeberg den Europameistertitel. Bei den Weltmeisterschaften 2015 in London erreichte sie den fünften Platz. 2016 belegte sie bei den Europameisterschaften den sechsten Platz. Bei den Olympischen Spielen 2016 in Rio de Janeiro erreichte sie als Elfte der Qualifikation das Semifinale. Dort belegte sie den dritten Platz hinter Corinna Kuhnle und der Britin Fiona Pennie. Im Finale siegte sie mit über drei Sekunden Vorsprung vor Luuka Jones aus Neuseeland und Jessica Fox aus Australien. Fünf Jahre später belegte Chourraut bei den Olympischen Spielen 2020 in Tokio den zweiten Platz und sicherte sich damit die Silbermedaille. Bei den Weltmeisterschaften 2023 nahe London gewann sie mit der Kajak-Mannschaft ebenfalls Silber.
Maialen Chourraut hat ein Studium der Betriebswirtschaftslehre an der Katholischen Universität Murcia abgeschlossen.